# Ленжковиці
Ленжковиці (пол. Łężkowice) — село в Польщі, у гміні Клай Велицького повіту Малопольського воєводства.
Населення — 384 особи (2011).

## Демографія
Демографічна структура станом на 31 березня 2011 року:
|          | Загалом | Допрацездатний вік | Працездатний вік | Постпрацездатний вік |
| -------- | ------- | ------------------ | ---------------- | -------------------- |
| Чоловіки | 185     | 35                 | 132              | 18                   |
| Жінки    | 199     | 36                 | 120              | 43                   |
| Разом    | 384     | 71                 | 252              | 61                   |